# Behaviour Santiago
Behaviour Interactive Chile Ltda. (Behaviour Santiago, раніше Wanako Games Chile Ltda.) — чилійський розробник відеоігор зі штаб-квартирою в Сантьяго. Компанія була заснована як Wanako Games у 2002 році Естебаном Сосніком, Тібурсіо де ла Каркова, Сантьяго Білінкісом та Венцеслао Касаресом. У лютому 2007 року студію вперше придбала Vivendi Games, а в грудні 2008 року вона перейшла під управління Artificial Mind and Movement. Коли Artificial Mind and Movement перейменували на Behaviour Interactive у 2010 році, Wanako Games перейменували на Behaviour Santiago. Behaviour Santiago була закрита 20 листопада 2017 року.

## Історія
Wanako Games була заснована у 2002 році Естебаном Сосніком, Тібурсіо де ла Каркова, Сантьяго Білінкісом, Венчеслао Касаресом.
У лютому 2007 року студію придбала компанія Vivendi Games за 10 мільйонів доларів США, залишивши її під егідою Sierra Online, підрозділу Vivendi, що займається виробництвом онлайн-ігор і до цього часу був дистриб'ютором ігор. Після продажу Wanako Games Касарес вийшов з компанії.
Після злиття Vivendi Games і Activision, в результаті якого в липні 2008 року утворилася Activision Blizzard, 15 грудня 2008 року Wanako Games була продана Activision компанії Artificial Mind and Movement. 8 листопада 2010 року Artificial Mind and Movement змінила свою назву на Behaviour Interactive, також перейменувавши Wanako Games на Behaviour Santiago. Студія була закрита 20 листопада 2017 року. Мобільна гра за мотивами Край «Дикий Захід» була завершена перед закриттям і вийшла 1 лютого 2018 року.

## Розроблені відеоігри
| Рік  | Назва                                       | Платформи | Платформи | Платформи | Платформи | Платформи | Платформи | Платформи | Платформи | Платформи | Платформи |
| Рік  | Назва                                       | PS3       | Win       | X360      | PS4       | XOne      | Wii U     | 3DS       | Vita      | iOS       | AND       |
| ---- | ------------------------------------------- | --------- | --------- | --------- | --------- | --------- | --------- | --------- | --------- | --------- | --------- |
| 2004 | Ford Virtual Racing                         | Ні        | Так       | Ні        | Ні        | Ні        | Ні        | Ні        | Ні        | Ні        | Ні        |
| 2004 | Cut to the Beat                             | Ні        | Так       | Ні        | Ні        | Ні        | Ні        | Ні        | Ні        | Ні        | Ні        |
| 2004 | Blackhawk Striker 2                         | Ні        | Так       | Ні        | Ні        | Ні        | Ні        | Ні        | Ні        | Ні        | Ні        |
| 2004 | Groove-O-Matic                              | Ні        | Так       | Ні        | Ні        | Ні        | Ні        | Ні        | Ні        | Ні        | Ні        |
| 2004 | Phoenix Assault                             | Ні        | Так       | Ні        | Ні        | Ні        | Ні        | Ні        | Ні        | Ні        | Ні        |
| 2005 | Polar Tubing                                | Ні        | Так       | Ні        | Ні        | Ні        | Ні        | Ні        | Ні        | Ні        | Ні        |
| 2005 | everGirl                                    | Ні        | Так       | Ні        | Ні        | Ні        | Ні        | Ні        | Ні        | Ні        | Ні        |
| 2005 | Jewel Thief                                 | Ні        | Так       | Ні        | Ні        | Ні        | Ні        | Ні        | Ні        | Ні        | Ні        |
| 2005 | Tornado Jockey                              | Ні        | Так       | Ні        | Ні        | Ні        | Ні        | Ні        | Ні        | Ні        | Ні        |
| 2006 | Blasterball 3                               | Ні        | Так       | Ні        | Ні        | Ні        | Ні        | Ні        | Ні        | Ні        | Ні        |
| 2006 | Assault Heroes                              | Так       | Так       | Так       | Ні        | Ні        | Ні        | Ні        | Ні        | Ні        | Ні        |
| 2007 | Sea Life Safari                             | Ні        | Так       | Так       | Ні        | Ні        | Ні        | Ні        | Ні        | Ні        | Ні        |
| 2007 | 3D Ultra Minigolf Adventures                | Ні        | Так       | Так       | Ні        | Ні        | Ні        | Ні        | Ні        | Ні        | Ні        |
| 2007 | Arkadian Warriors                           | Ні        | Так       | Так       | Ні        | Ні        | Ні        | Ні        | Ні        | Ні        | Ні        |
| 2008 | Assault Heroes 2                            | Ні        | Ні        | Так       | Ні        | Ні        | Ні        | Ні        | Ні        | Ні        | Ні        |
| 2009 | Revenge of the Wounded Dragons              | Так       | Ні        | Ні        | Ні        | Ні        | Ні        | Ні        | Ні        | Ні        | Ні        |
| 2010 | 3D Ultra Minigolf Adventures 2              | Так       | Ні        | Так       | Ні        | Ні        | Ні        | Ні        | Ні        | Ні        | Ні        |
| 2010 | Doritos Crash Course                        | Ні        | Ні        | Так       | Ні        | Ні        | Ні        | Ні        | Ні        | Ні        | Ні        |
| 2010 | Tetris                                      | Так       | Ні        | Ні        | Ні        | Ні        | Ні        | Ні        | Ні        | Ні        | Ні        |
| 2011 | Wipeout in the Zone                         | Ні        | Ні        | Так       | Ні        | Ні        | Ні        | Ні        | Ні        | Ні        | Ні        |
| 2011 | Wipeout 2                                   | Так       | Ні        | Так       | Ні        | Ні        | Ні        | Ні        | Ні        | Ні        | Ні        |
| 2011 | Voltron: Defender of the Universe           | Так       | Ні        | Так       | Ні        | Ні        | Ні        | Ні        | Ні        | Ні        | Ні        |
| 2011 | Ghostbusters: Sanctum of Slime              | Так       | Так       | Так       | Ні        | Ні        | Ні        | Ні        | Ні        | Ні        | Ні        |
| 2015 | SpongeBob HeroPants                         | Ні        | Ні        | Так       | Ні        | Ні        | Ні        | Так       | Так       | Ні        | Ні        |
| 2015 | Fallout Shelter                             | Ні        | Ні        | Ні        | Ні        | Ні        | Ні        | Ні        | Ні        | Так       | Так       |
| 2015 | The Peanuts Movie: Snoopy's Grand Adventure | Ні        | Ні        | Так       | Так       | Так       | Так       | Так       | Ні        | Ні        | Ні        |
| 2018 | Westworld                                   | Ні        | Ні        | Ні        | Ні        | Ні        | Ні        | Ні        | Ні        | Так       | Так       |